# Rangers Strike
Rangers Strike (レンジャーズストライク, Renjāzu Sutoraiku) is een ruilkaartspel gebaseerd op de Japanse tokusatsu-superheldenseries. Het spel is bedacht door Carddas. Het spel werd in 2006 uitgebracht ter viering van het 30-jarig bestaan van de Super Sentai-series.
Aanvankelijk bevatte het spel alleen Super Sentai-kaarten, maar dit werd later uitgebreid met kaarten over de Kamen Rider series, de Metal Heroes-series, en andere tokusatsu-series.

## Categorieën
De kaarten in het spel zijn verdeeld in vijf categorieën. Toch kunnen meerdere categorieën elkaar overlappen bij het spelen van het spel. Een voorbeeld is de Rescue Fighter card: Rescue Fighter, een Over-Technology kaart van Carranger, kan Gaoranger's GaoBear en GaoPolar genezen, die beide Wild Beast kaarten zijn.

### Wild Beast
Super Sentai
De Wild Beast (ワイルドビースト, Wairudo Bīsuto) categorie bevat de Sentai teams die gebruik maakten van levende mecha. De kaarten zijn te herkennen aan een symbool in de vorm van een rode wolvenkop. De teams in deze categorie zijn:
- Kyouryuu Sentai Zyuranger (恐竜戦隊ジュウレンジャー, Kyōryū Sentai Jūrenjā)
- Seijuu Sentai Gingaman (星獣戦隊ギンガマン, Seijū Sentai Gingaman)
- Hyakujuu Sentai Gaoranger (百獣戦隊ガオレンジャー, Hyakujū Sentai Gaorenjā)
- Bakuryuu Sentai Abaranger (爆竜戦隊アバレンジャー, Bakuryū Sentai Abarenjā)
- Jūken Sentai Gekiranger (獣拳戦隊ゲキレンジャー, Jūken Sentai Gekirenjā)

Kamen Rider
- Kamen Rider Amazon (仮面ライダーアマゾン, Kamen Raidā Amazon)
- Kamen Rider Ryuki (仮面ライダー龍騎, Kamen Raidā Ryūki)
- Kamen Rider Blade (仮面ライダー剣（ブレイド）, Kamen Raidā Bureido)

Metal Heroes
- Juukou B-Fighter (重甲ビーファイター, Jūkō Bī Faitā)
- B-Fighter Kabuto (ビーファイターカブト, Bī Faitā Kabuto)

### Earth Technology
Super Sentai
De Earth Technology (アーステクノロジー, Āsu Tekunorojī) categorie bevat Sentai die gebruikmaken van hedendaagse aardse technologie. Deze kaarten zijn te herkennen aan het symbool in de vorm van een groene wereldbol. Teams in deze categorie zijn:
- Himitsu Sentai Goranger (秘密戦隊ゴレンジャー, Himitsu Sentai Gorenjā)
- J.A.K.Q. Dengekitai (ジャッカー電撃隊, Jakkā Dengekitai)
- Battle Fever J (バトルフィーバーＪ, Batoru Fībā Jei)
- Taiyou Sentai Sun Vulcan (太陽戦隊サンバルカン, Taiyō Sentai San Barukan)
- Dai Sentai Goggle V (大戦隊ゴーグルファイブ, Dai Sentai Gōguru Faibu)
- Kagaku Sentai Dynaman (科学戦隊ダイナマン, Kagaku Sentai Dainaman)
- Dengeki Sentai Changeman (電撃戦隊チェンジマン, Dengeki Sentai Chenjiman)
- Choujuu Sentai Liveman (超獣戦隊ライブマン, Chōjū Sentai Raibuman)
- Kousoku Sentai Turboranger (高速戦隊ターボレンジャー, Kōsoku Sentai Tāborenjā)
- Chikyuu Sentai Fiveman (地球戦隊ファイブマン, Chikyū Sentai Faibuman)
- Choujin Sentai Jetman (鳥人戦隊ジェットマン, Chōjin Sentai Jettoman)
- Denji Sentai Megaranger (電磁戦隊メガレンジャー, Denji Sentai Megarenjā)
- Kyuukyuu Sentai GoGo-V (救急戦隊ゴーゴーファイブ, Kyūkyū Sentai GōGō Faibu)
- GoGo Sentai Boukenger (轟轟戦隊ボウケンジャー, GōGō Sentai Bōkenjā)

Kamen Rider
- Kamen Rider (仮面ライダー, Kamen Raidā)
- Kamen Rider V3 (仮面ライダーV3, Kamen Raidā Bui Surī)
- Kamen Rider X (仮面ライダーX, Kamen Raidā Ekkusu)
- Kamen Rider Stronger (仮面ライダーストロンガー, Kamen Raidā Sutorongā)
- Kamen Rider (Skyrider) (仮面ライダー（スカイライダー）, Kamen Raidā (Sukairaidā))
- Kamen Rider Super-1 (仮面ライダースーパー1, Kamen Raidā Sūpā Wan)
- Kamen Rider ZX (仮面ライダーZX（ゼクロス）, Kamen Raidā Zekurosu)
- Shin: Kamen Rider (真・仮面ライダー, Shin: Kamen Raidā)
- Kamen Rider ZO (仮面ライダーZO, Kamen Raidā Zetto Ō)
- Kamen Rider Kuuga (仮面ライダークウガ, Kamen Raidā Kūga, only Kuuga's arsenal)
- Kamen Rider Agito (仮面ライダーアギト, Kamen Raidā Agito, only Kamen Rider G3)
- Kamen Rider 555 (仮面ライダー555（ファイズ）, Kamen Raidā Faizu)
- Kamen Rider The First (仮面ライダー　ＴＨＥ　ＦＩＲＳＴ, Kamen Raidā Za Fāsuto)

Metal Heroes
- Choujinki Metalder (超人機メタルダー, Chōjinki Metarudā)
- Kidou Keiji Jiban (機動刑事ジバン, Kidō Keiji Jiban)
- Tokkei Winspector (特警ウインスペクター, Tokkei Uinsupekutā)
- Tokkyuu Shirei Solbrain (特救指令ソルブレイン, Tokkyū Shirei Soruburein)
- Tokusou Exceedraft (特捜エクシードラフト, Tokusō Ekushīdorafuto)
- Tokusou Robo Janperson (特捜ロボ　ジャンパーソン, Tokusō Robo Janpāson)
- Blue SWAT (ブルースワット, Burū Suwatto)
- B-Robo Kabutack (ビーロボ　カブタック, Bī Robo Kabutakku)
- Tetsuwan Tantei Robotack (テツワン探偵ロボタック, Tetsuwan Tantei Robotakku)

Overige series
- Android Kikaider (人造人間キカイダー, Jinzō Ningen Kikaidā)
- Kikaider 01 (キカイダー01, Kikaidā Zero Wan)
- Inazuman (イナズマン)
- Ganbare!! Robocon (がんばれ!!ロボコン, Ganbare!! Robokon)
- Moero!! Robocon (燃えろ!!ロボコン, Moero!! Robokon)

### Over-Techonology
De Over-Techonology (オーバーテクノロジー, Ōbā Tekunorojī) categorie bevat Sentai Teams die gebruikmaken van buitenaardse of futuristische technologie. Het symbool van deze kaarten is een blauw atoom. Sentai teams in deze categorie zijn:
Super Sentai
- Denshi Sentai Denjiman (電子戦隊デンジマン, Denshi Sentai Denjiman)
- Choudenshi Bioman (超電子バイオマン, Chōdenshi Baioman)
- Choushinsei Flashman (超新星フラッシュマン, Chōshinsei Furashuman)
- Gekisou Sentai Carranger (激走戦隊カーレンジャー, Gekisō Sentai Kārenjā)
- Mirai Sentai Timeranger (未来戦隊タイムレンジャー, Mirai Sentai Taimurenjā)
- Tokusou Sentai Dekaranger (特捜戦隊デカレンジャー, Tokusō Sentai Dekarenjā)

Kamen Rider
- Kamen Rider Kabuto (仮面ライダーカブト, Kamen Raidā Kabuto)
- Kamen Rider Den-O (仮面ライダー電王, Kamen Raidā Den'ō)

Metal Heroes
- Uchuu Keiji Gavan (宇宙刑事ギャバン, Uchū Keiji Gyaban)
- Uchuu Keiji Sharivan (宇宙刑事シャリバン, Uchū Keiji Sharivan)
- Uchuu Keiji Shaider (宇宙刑事シャイダー, Uchū Keiji Shaidā)
- Kyojuu Tokusou Juspion (巨獣特捜ジャスピオン, Kyojū Tokusō Jasupion)
- Jikuu Senshi Spielban (時空戦士スピルバン, Jikū Senshi Supiruban)
- The Star Pieces (スターピース, Sutā Pīsu) from B-Robo Kabutack (ビーロボ　カブタック, Bī Robo Kabutakku)

Overige series
- Kyodai Ken Byclosser (兄弟拳バイクロッサー, Kyōdai Ken Baikurossā)

### Mystic Arms
De Mystic Arms (ミスティックアームズ, Misutikku Āmuzu) categorie bevat Sentai teams met een mystieke of magische oorsprong. Het symbool van deze kaarten is een gele vijfpuntige ster. De Sentai teams in deze categorie zijn:
Super Sentai
- Hikari Sentai Maskman (光戦隊マスクマン, Hikari Sentai Masukuman)
- Gosei Sentai Dairanger (五星戦隊ダイレンジャー, Gosei Sentai Dairenjā)
- Ninja Sentai Kakuranger (忍者戦隊カクレンジャー, Ninja Senta Kakurenjā)
- Chouriki Sentai Ohranger (超力戦隊オーレンジャー, Chōriki Sentai Ōrenjā)
- Ninpuu Sentai Hurricanger (忍風戦隊ハリケンジャー, Ninpū Sentai Harikenjā)
- Mahou Sentai Magiranger (魔法戦隊マジレンジャー, Mahō Sentai Majirenjā)

Kamen Rider
- Kamen Rider Black (仮面ライダーBLACK, Kamen Raidā Burakku)
- Kamen Rider Black RX (仮面ライダーBLACK RX, Kamen Raidā Burakku Āru Ekkusu)
- Kamen Rider J (仮面ライダーJ, Kamen Raidā Jei)
- Kamen Rider Kuuga (仮面ライダークウガ, Kamen Raidā Kūga)
- Kamen Rider Agito (仮面ライダーアギト, Kamen Raidā Agito)
- Kamen Rider Hibiki (仮面ライダー響鬼, Kamen Raidā Hibiki)

Metal Heroes
- Sekai Ninja Sen Jiraiya (世界忍者戦ジライヤ, Sekai Ninja Sen Jiraiya)

Overige series
- Inazuman (イナズマン)

### Dark Alliance
De Dark Alliance (ダークアライアンス, Dāku Araiansu) kaarten bevatten alle vijanden en monsters uit de Super Sentai series. Het symbool van deze kaarten is een paars oog. In deze categorie zitten:
Super Sentai
- Het Black Cross Army (黒十字軍, Kurojū JiGun), tegenstanders van Himitsu Sentai Goranger.
- De Crime organisatie (犯罪組織クライム, Hanzai Soshiki Kuraimu), tegenstanders van J.A.K.Q. Dengekitai.
  - Fake J.A.K.Q. (偽ジャッカー, Nise Jakkā)
- Secret Society Egos (秘密結社エゴス, Himitsu Kessha Egosu), tegenstanders van Battle Fever J.
- De Vader Clan (ベーダー一族, Bēdā Ichizoku), tegenstanders van Denshi Sentai Denjiman.
- Machine Empire Black Magma (機械帝国ブラックマグマ, Kikai Teikoku Burakku Maguma), tegenstanders van Taiyou Sentai Sun Vulcan.
- Dark Science Empire Deathdark (暗黒科学帝国デスダーク, Ankoku Kagaku Teikoku Desudāku), tegenstanders van Dai Sentai Goggle V.
  - De Deathdark Five (デスダークファイブ, Desudāku Faibu), rivaal team van de Goggle V.
- Tail-Bearing People's Clan Jashinka Empire (有尾人一族ジャシンカ帝国, Yūbijin Ichizoku Jashinka Teikoku), tegenstanders van Kagaku Sentai Dynaman.
  - Fake Dynamen (偽ダイナマン, Nise Dainaman)
- Neo Empire Gear (新帝国ギア, Shin Teikoku Gia), tegenstanders van Chou Denshi Bioman.
- Great Star Group Gozma (大星団ゴズマ, Daiseidan Gozuma), tegenstanders van Dengeki Sentai Changeman.
- Reconstructive Experiment Empire Mess (改造実験帝国メス, Kaizō Jikken Teikoku Mesu), tegenstanders van Choushinsei Flashman. "Mess" kan ook "mes" zijn.

Kamen Rider
- Century King Shadow Moon (世紀王シャドームーン, Seiki Ō Shadō Mūn), aartsrivaal van Kamen Rider Black RX.

Metal Heroes
- The Neros Empire (ネロス帝国, Nerosu Teikoku) uit Choujinki Metalder
- The Youma Clan (妖魔一族, Yōma Ichizoku) uit Sekai Ninja Sen Jiraiya
- Gun Gibson (ガンギブソン, Gan Gibuson) uit Tokusou Robo Janperson
- Other-Dimensional Invasion Army Jamahl (異次元侵略軍団ジャマール, Ijigen Shinryaku Gundan Jamāru) uit Juukou B-Fighter

### Multi-category
In de Multi-Category (マルチカテゴリ, Maruchi Kategori) vallen kaarten die bij meerdere van de voorgaande groepen kunnen horen. Voorbeelden zijn:
- Change Dragon (チェンジドラゴン, Chenji Doragon, Mystic Arms & Earth Technology)
- Go-on Red (ゴーオンレッド, Gōon Reddo, Wild Beast & Over Technology)
- Geki Red (ゲキレッド, Geki Reddo, Wild Beast & Mystic Arms)
- Kamen Rider Abyss (仮面ライダーアビス, Kamen Raidā Abisu, Wild Beast & Dark Alliance)
- Kamen Rider Kuuga Rising Ultimate (仮面ライダークウガRU, Kamen Raidā Kūga Raijingu Arutimetto, Mystic Arms & Dark Alliance)
- B-Fighter Kabuto (ビーファイターカブト, Bī Faitā Kabuto, Wild Beast & Earth Technology)

## Regels
Er zijn vier zeldzaamheids categorieën binnen het spel: normaal, zeldzaam (rare), zeer zeldzaam (super rare) en “geheim zeldzaam” (secret rare). Daarnaast zijn er twee type kaarten: Unit en Operation.
- Unit kaarten zijn verdeeld in vier formaten: Klein (krijgers), Medium (individuele mecha), Groot (mecha combinaties), en Extra Groot (mecha dragers).
  - Als een Unit kaart een Unit Card een Strike Point markering van "1" heeft, kan hij schade aanrichten bij de tegenstander. Bij een SP markering van "!", kan een aanval die op de kaart staat beschreven worden uitgevoerd. Bij geen markering is geen aanval mogelijk.
- Operation kaarten bevatten aan Sentai gerelateerde krachten. Deze kaarten zijn onder te verdelen in "Stationary" (het effect blijft in gebruik zolang de kaart in gebruik is) en "Counter" (kan worden gebruikt tijdens je tegenstanders beurt).

Het speelveld voor het kaartspel heeft plaats voor een deck, ruimte voor Opration Kaarten, een "Power Zone", een "Command Zone", een "Rush Area", en een "Battle Area".
Elke beurt van een speler is verdeeld in vijf stappen (fasen)
- In de Start fase pakt de speler de bovenste kaart van zijn deck.
- In de Charge fase kan de speler een kaart in de Power Zone plaatsen, en kiezen of hij/zij controle over de categorie van deze kaart wil houden of niet. Ook kan een speler Operation kaarten activeren.
- In de Rush fase, wordt een kaart overgebracht naar de Rush Area (de speler moet controle houden over de categorie van die kaart).
- In de Battle fase wordt een kaart overgebracht naar de Battle Area en valt de speler zijn/haar tegenstander aan. Kaarten die worden verslagen moeten worden verwijderd van het veld.
- In de Eind fase beëindigd de speler zijn/haar beurt.

Om een kaart naar de Rush Area te brengen moet men controle hebben over een bepaalde categorie. Dit kan door in de Power Zone een kaart uit die categorie dwars neer te leggen. Sommige kaarten vereisen dat er meerdere kaarten van een bepaalde categorie in de Power Zone liggen voordat ze kunnen worden gebruikt.